# Monument aux Girondins
Le monument aux Girondins, situé à Bordeaux place des Quinconces, a été élevé entre 1894 et 1901, à la mémoire des députés girondins victimes de la Terreur. Les Bordelais le nomment couramment « colonne des Girondins » ou « monument des Girondins ». 
Il est classé au titre des monuments historiques depuis le 16 mars 2011, après avoir été inscrit le 8 juillet 2004, le classement ayant été approuvé par le conseil municipal de Bordeaux le 25 octobre 2010.

## Histoire
Dès 1868, l'architecte Julien Guadet, petit-neveu du député girondin Élie Guadet, établit un projet de monument à la mémoire des Girondins pour la place Dauphine – actuelle place Gambetta –, à Bordeaux. C'est sur cette place que les dernières exécutions de députés girondins, dont Élie Guadet, et de leurs partisans, ont eu lieu en 1794. Exposé au Salon de Paris en 1870, le projet ne sera pas réalisé.
En 1881, le conseil municipal de la ville de Bordeaux prend la décision d'ériger un monument à la mémoire des députés du groupe des Girondins.
Le 29 mars 1887, le centre des allées de Tourny est choisi comme emplacement d'un monument surmonté d'une statue de la République et, le 10 juin suivant, par arrêté, un concours est ouvert à tous les artistes français pour proposer un projet. Au second tour, le premier prix est attribué en 1888 à Jules Labatut, statuaire, et Pierre Esquié, architecte, pour leur projet intitulé Alta fa qui pot (« Ainsi fait qui peut » en occitan).
Le projet de Labatut et Esquié ne sera cependant pas réalisé : c'est celui intitulé Gloria victis (« Gloire aux vaincus », en latin), présenté par le statuaire Alphonse Dumilatre et l'architecte Henri Deverin, arrivé second au concours, qui sera retenu après avoir été revu par Dumilâtre et l'architecte Victor Rich.
Cependant, dans le même temps, un autre projet était en cours pour orner la place des Quinconces d'une fontaine monumentale commandée à Bartholdi. La fontaine de Bartholdi est réalisée en 1888, mais le conseil municipal de la ville de Bordeaux juge son prix trop élevé, et c'est la ville de Lyon qui en fait l'acquisition pour l'ériger sur la place des Terreaux.
À la suite de l'échec des négociations avec Bartholdi, la ville de Bordeaux prend la décision de regrouper les deux projets — celui du monument aux Girondins, et celui de la fontaine — en n'en formant plus qu'un, celui d'un monument-fontaine qui sera érigé sur la place des Quinconces. Le projet de Dumilâtre et Rich est ainsi repris en lui adjoignant deux bassins.
L'emplacement du monument est choisi sur la place des Quinconces, à l'intersection de son axe longitudinal et du prolongement du cours du XXX-Juillet.
Le 14 novembre 1893, les crédits sont votés par le conseil municipal et les travaux débutent en 1894 avec l'érection d'un échafaudage en bois de 54 mètres de hauteur. Ils se termineront en 1902. Toutefois, le projet ne sera pas réalisé en entier : bien que dédié aux Girondins, les deux groupes de statues représentant huit des principaux députés ne seront jamais réalisés et leurs emplacements sur le socle de la colonne, en arrière de chacune des deux fontaines, demeurent toujours inoccupés.
Les deux groupes de députés étaient formés d'une part de Pierre Victurnien Vergniaud, François Buzot, Jérôme Pétion de Villeneuve, et Charles Jean Marie Barbaroux, et d'autre part d'Élie Guadet, Armand Gensonné, Jean-Antoine Grangeneuve, et Jean-Baptiste Boyer-Fonfrède :
| Députés Girondins du projet initial                                                                                            |
| --- |
| - Premier groupe - Vergniaud - Buzot - Pétion - Barbaroux - Deuxième groupe - Guadet - Gensonné - Grangeneuve - Boyer-Fonfrède |

Le 5 septembre 1942, est décidé le déboulonnage des ornements en bronze, dans le cadre de la mobilisation des métaux non ferreux, pour être fondus et expédiés vers l'Allemagne. La ville reçoit en dédommagement la somme d'1,5 million de francs. Le déboulonnage commence à partir de mi-août 1943. Les ornements sont expédiés à la fonderie Savigner à Angers. Au lieu de les fondre, le fondeur les conserve et les restitue à la ville le 5 juillet 1945. Ils sont entreposés dans les hangars du port autonome, puis ils sont déplacés au 25 avenue du docteur Schinazi, au pied du pont d'Aquitaine. En 1968, une association se constitue pour réclamer la réinstallation des ornements. Après une campagne de presse, ils sont finalement réinstallés en 1983. La statuette représentant la Liberté, l'Égalité et la Fraternité, posée sur la sphère dans la main droite de la statue de la République assise de la fontaine sud a disparu, probablement volée.
En 1989, pour le bicentenaire de la prise de la Bastille, une plaque commémorative, gravée des noms de huit députés girondins, est apposée au monument. Le choix diffère du projet initial, les noms retenus étant ceux des huit membres du parti girondin effectivement députés du département de la Gironde. 
Ainsi, les noms de seulement cinq des huit députés formant les deux groupes de statues prévus initialement se retrouvent sur cette plaque. Ceux de François Bergoeing, Jean-François Ducos, et Jacques Lacaze, ont été substitués à ceux de Barbaroux (député des Bouches-du-Rhone), Buzot (député de l'Eure), et Pétion (député d'Eure-et-Loir), morts tragiquement dans le département de la Gironde où ils avaient tenté de se réfugier en suivant Guadet.
Sept des députés mentionnés sur la plaque sont morts exécutés. François Bergoeing a fini naturellement sa vie à Bordeaux en 1829, après avoir notamment fait partie des membres du Comité de sûreté générale.

## Description

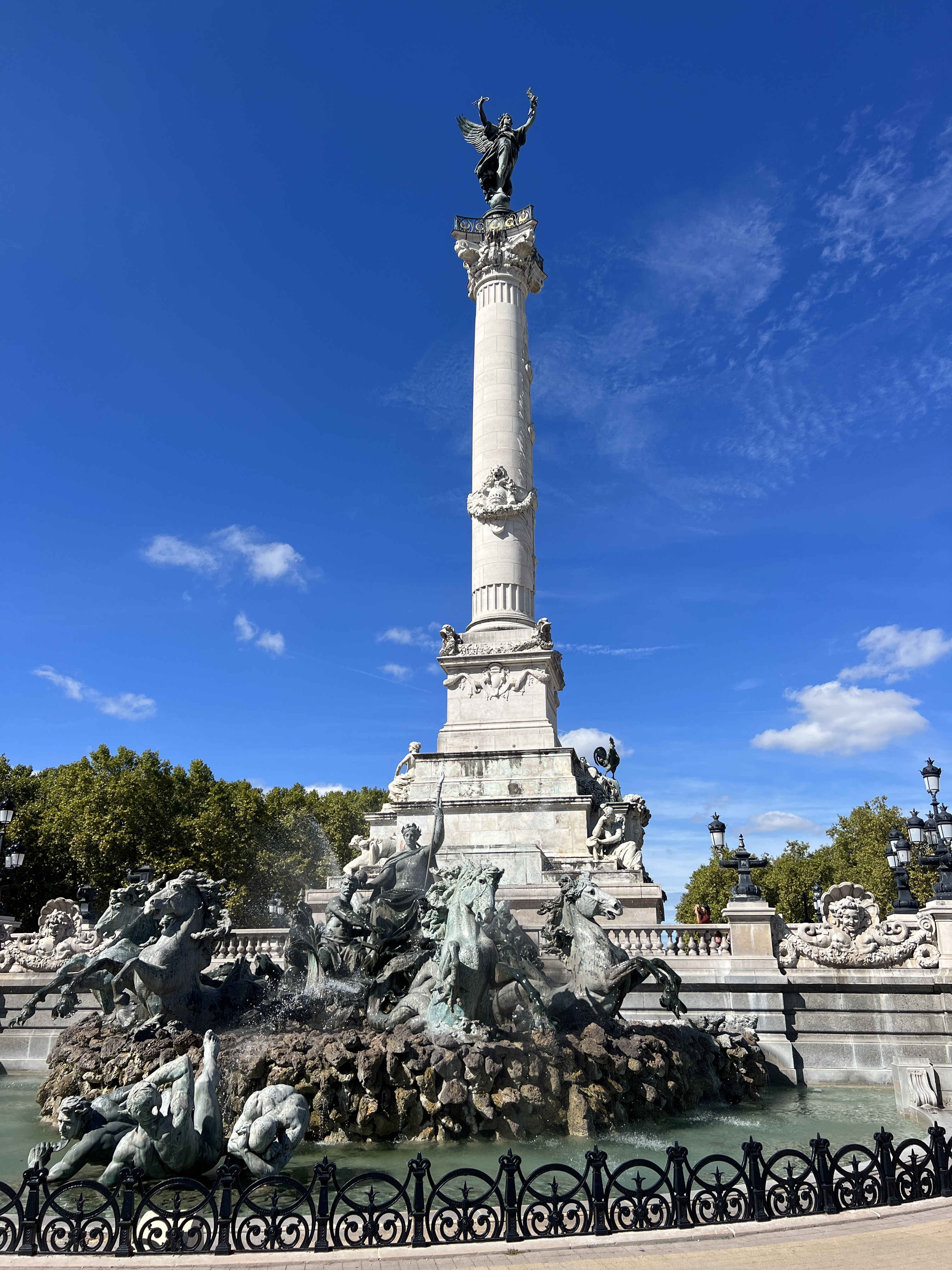
La colonne vue du côté sud : fontaine Le Triomphe de la République.

Le monument se compose d'un large socle encadré de deux fontaines et surmonté d'une colonne de 43 mètres où culmine (à 54 mètres de hauteur) la statue en bronze du Génie de la Liberté brisant ses chaînes. 
L'ensemble a été créé par le sculpteur Alphonse Dumilatre et l'architecte Victor Rich.
Les groupes suivants figurent parmi les sculptures :
- fontaine sud (côté Grand-Théâtre) : Le Triomphe de la République, un quadrige de chevaux marins, et au pied du char Ignorance, Mensonge et Vice ;
- fontaine nord (côté des Chartrons) : Le Triomphe de la Concorde, pour la paix et le bonheur, et au pied du char une scène de bonheur familial ;
- groupe est (côté Garonne) : la Tribune avec le coq gaulois, à sa droite L'Histoire, et à sa gauche L'Éloquence (deux personnes assises) ;
- groupe ouest (côté place Tourny) : la ville de Bordeaux assise sur la proue d'un navire avec une corne d'abondance et deux allégories fluviales, à droite la Dordogne, et à gauche la Garonne.

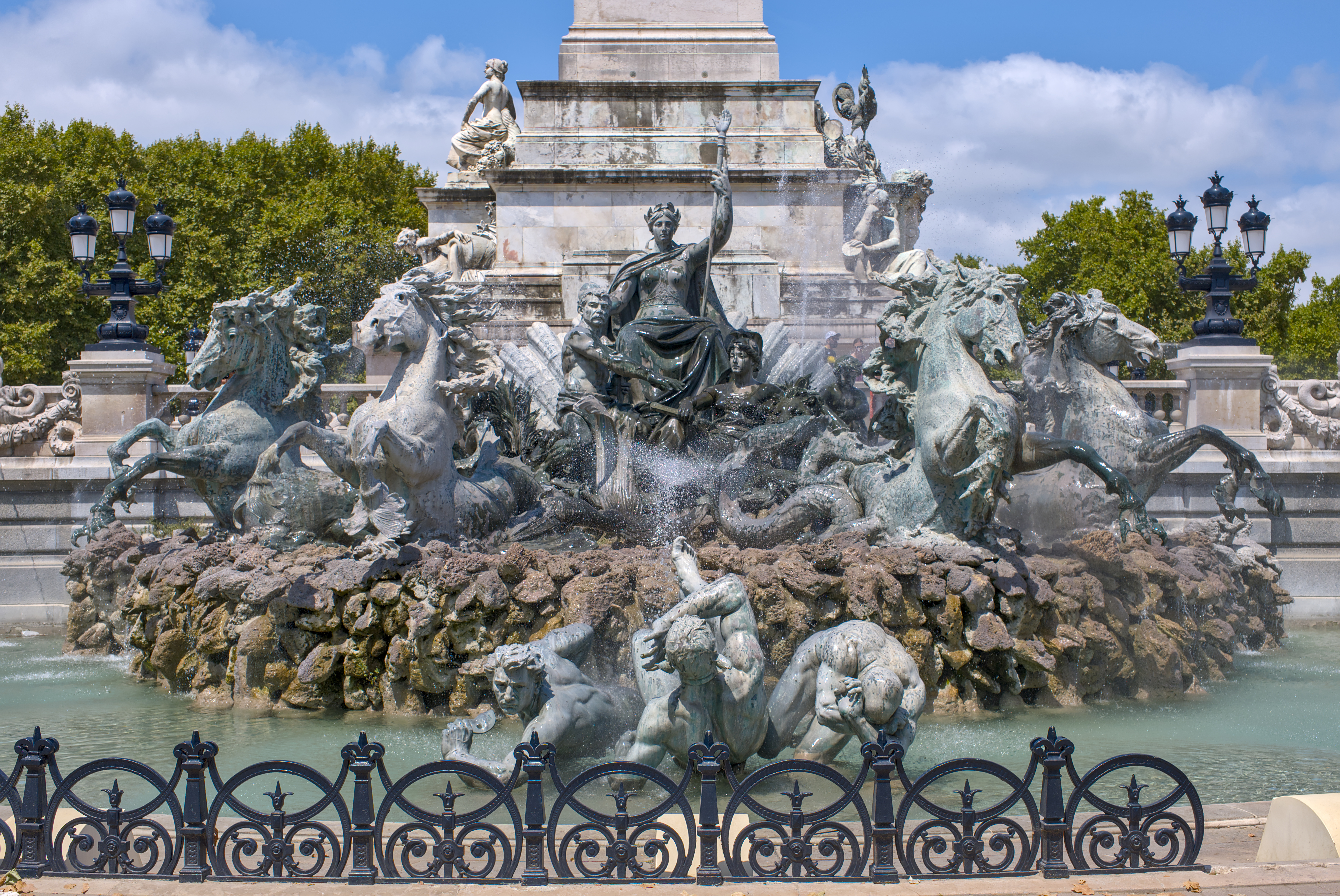
Le Triomphe de la République
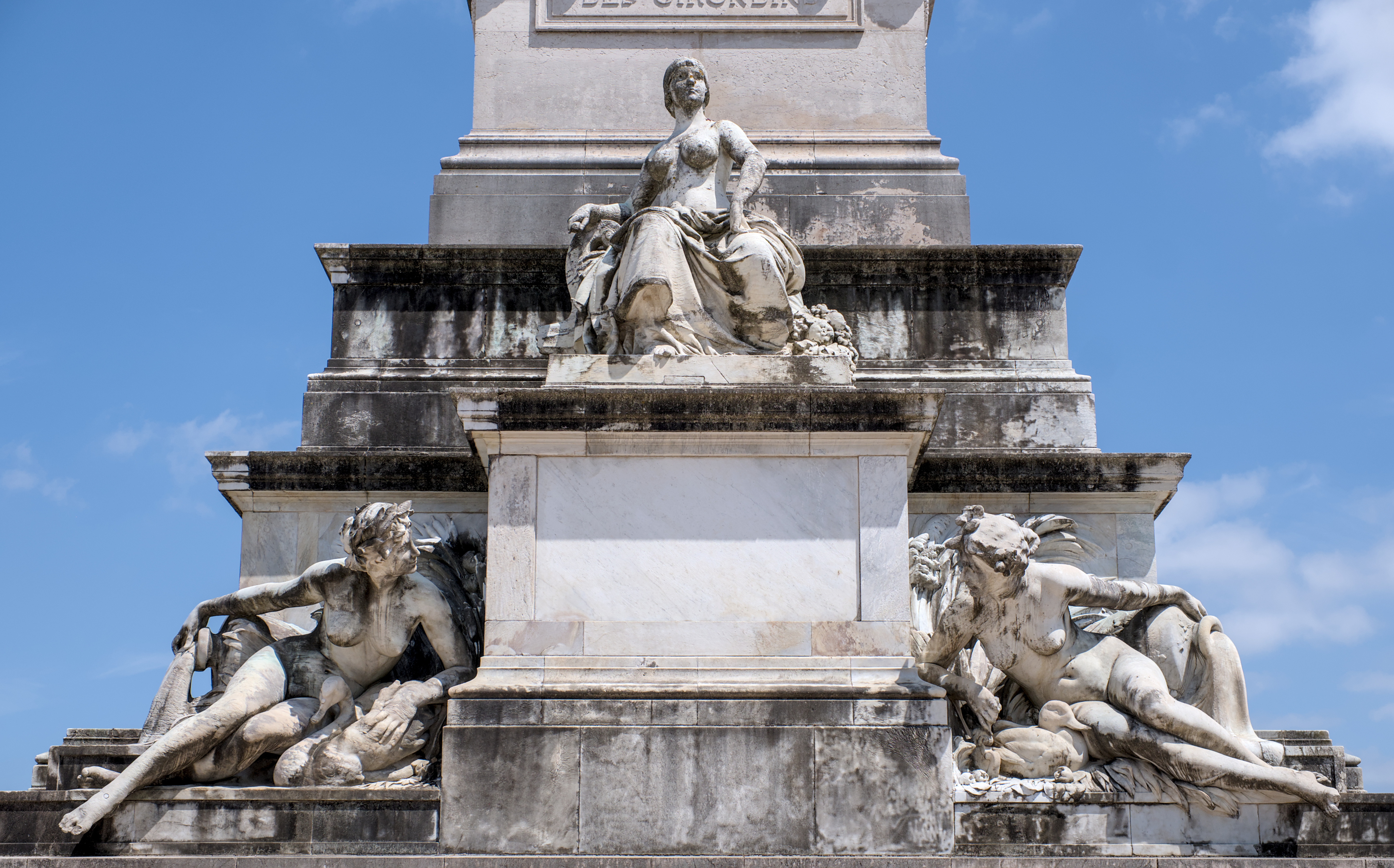
Ville de Bordeaux (en haut), la Garonne et la Dordogne
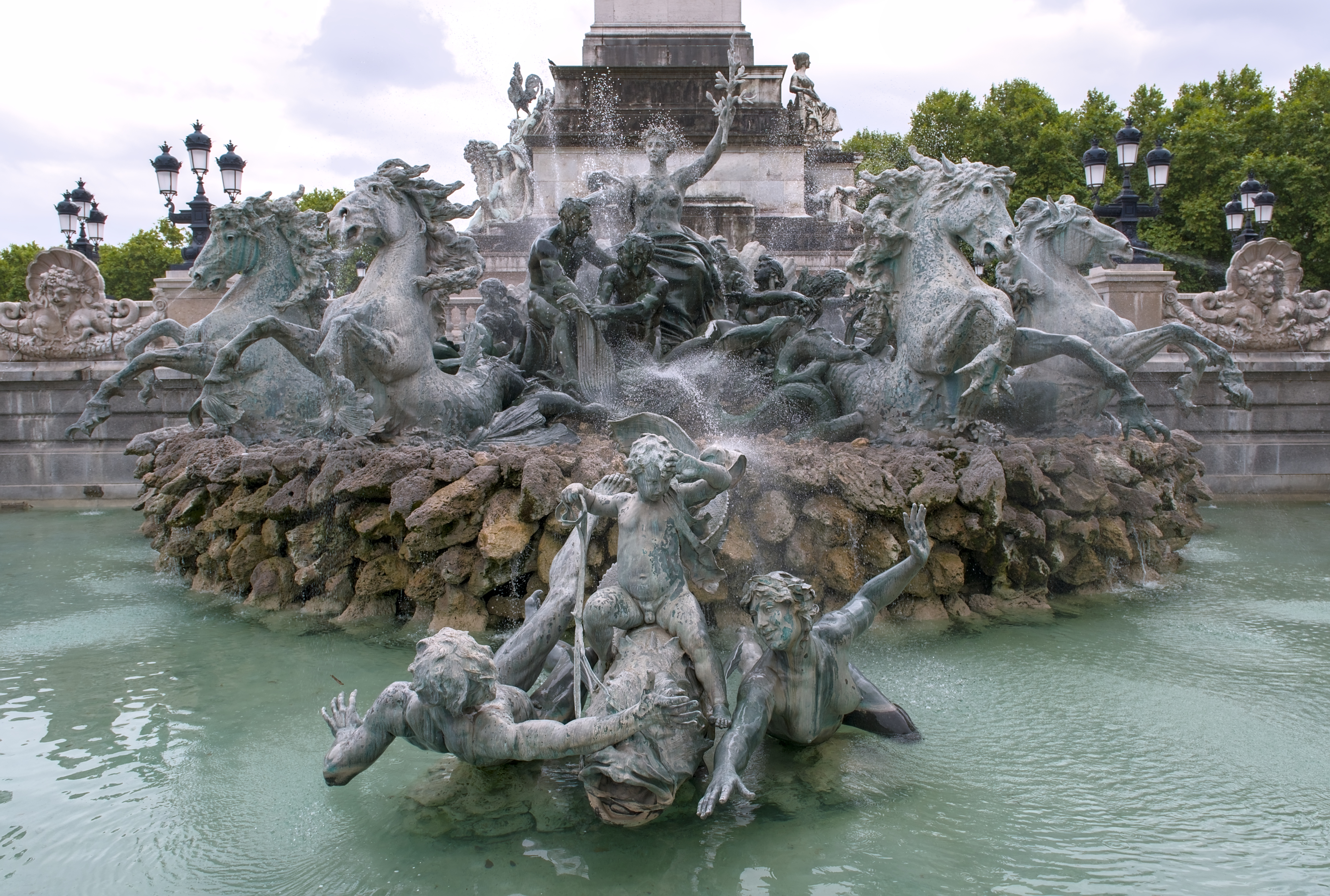
Le Triomphe de la Concorde
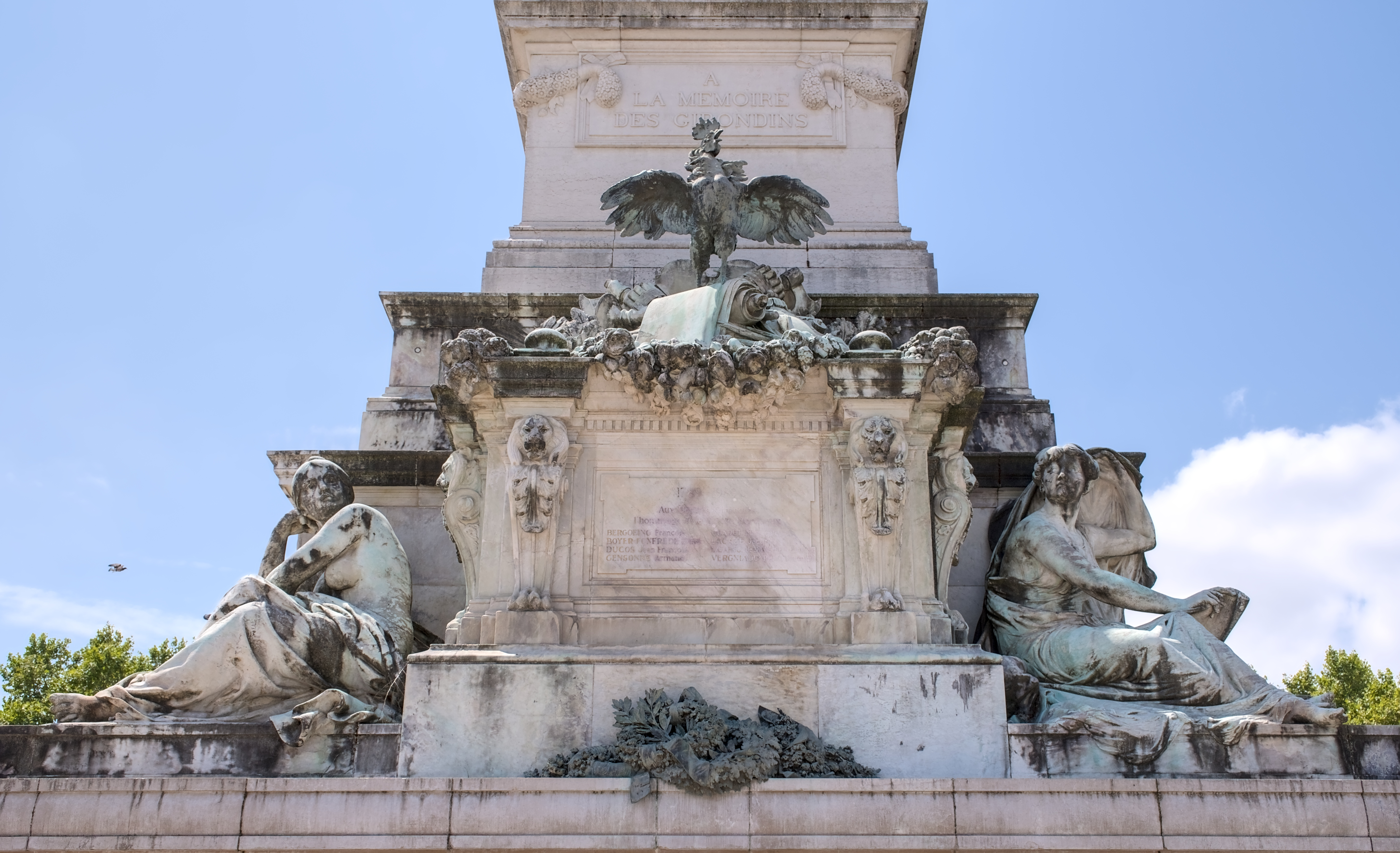
La Tribune, le coq gaulois, l'Histoire et l'Éloquence

La réalisation des sculptures a été partagée entre plusieurs fondeurs d'art avec la répartition suivante :
- la fonderie Denonvilliers[10] de Sermaize-sur-Sault (Marne) : les quatre chevaux-reptiles et la Liberté ;
- les Établissements Leblanc-Barbedienne de Paris : le premier groupe réalisé pour le bassin de la République, « Le mensonge, le vice et l'ignorance » ;
- les Établissements Durenne de Sommevoire (Haute-Marne) : « Le triomphe de la République », les coquilles, les grenouilles, les roseaux et les six enfants (le premier groupe de trois enfants représente le Commerce et l'Industrie, le second groupe évoque les Beaux-Arts)[11] ;
- la fonderie du Val d'Osne (Haute-Marne) : la « République », le bassin du « triomphe de la Concorde », et les quatre chevaux-poissons.

## Critiques
L'esthétique du monument a été parfois critiquée par les Bordelais eux-mêmes. François Mauriac juge ses proportions désastreuses : « Autour de la Colonne des Girondins, des républiques mafflues sont à sec dans un bassin minuscule ». Jacques Ellul est critique envers sa sculpture : « Je ne vois pas en quoi cette espèce de, disons, de génie qui la couronne représente en quoi que ce soit une pensée révolutionnaire ou une spiritualité quelconque ».

## Galeries

Colonne
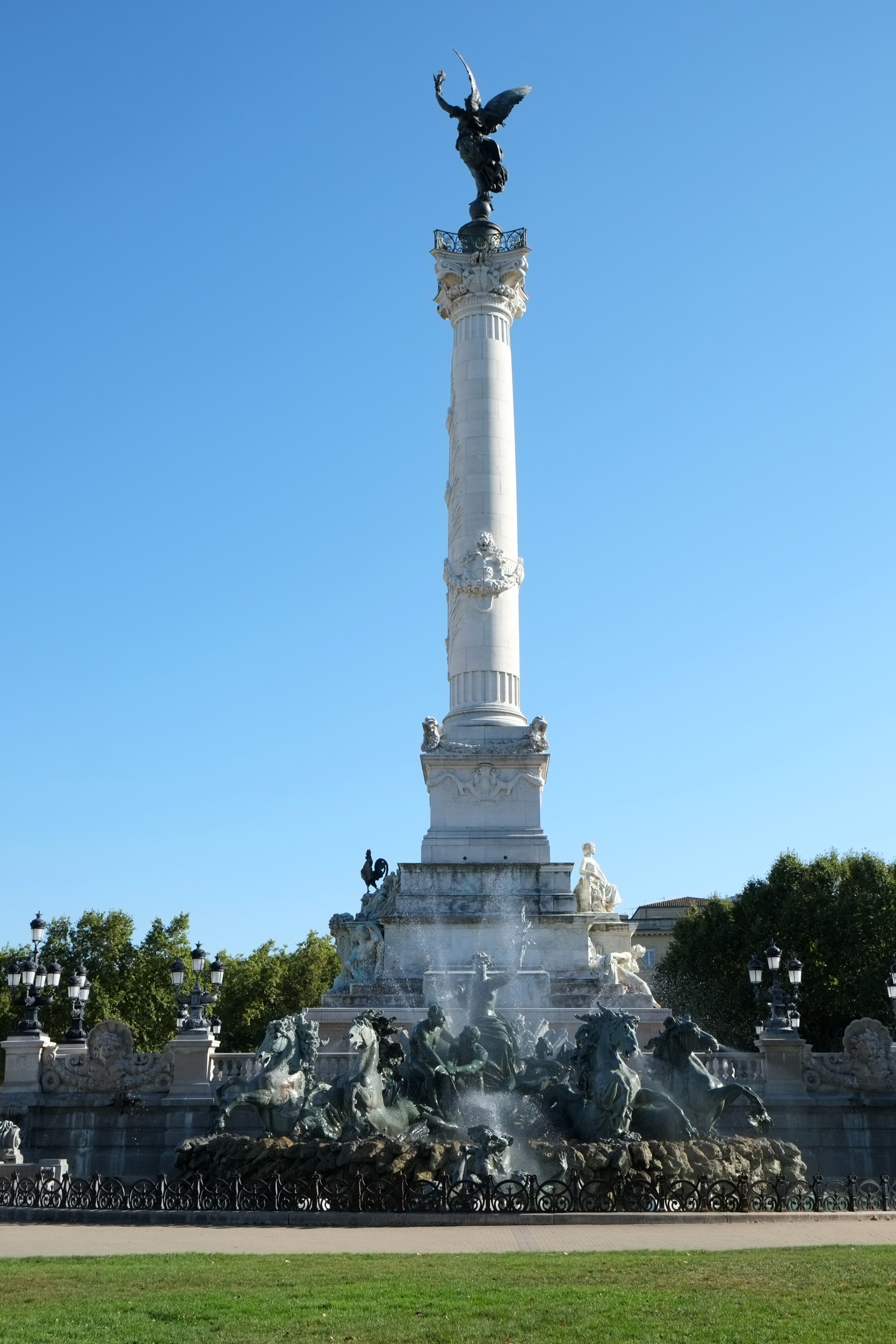
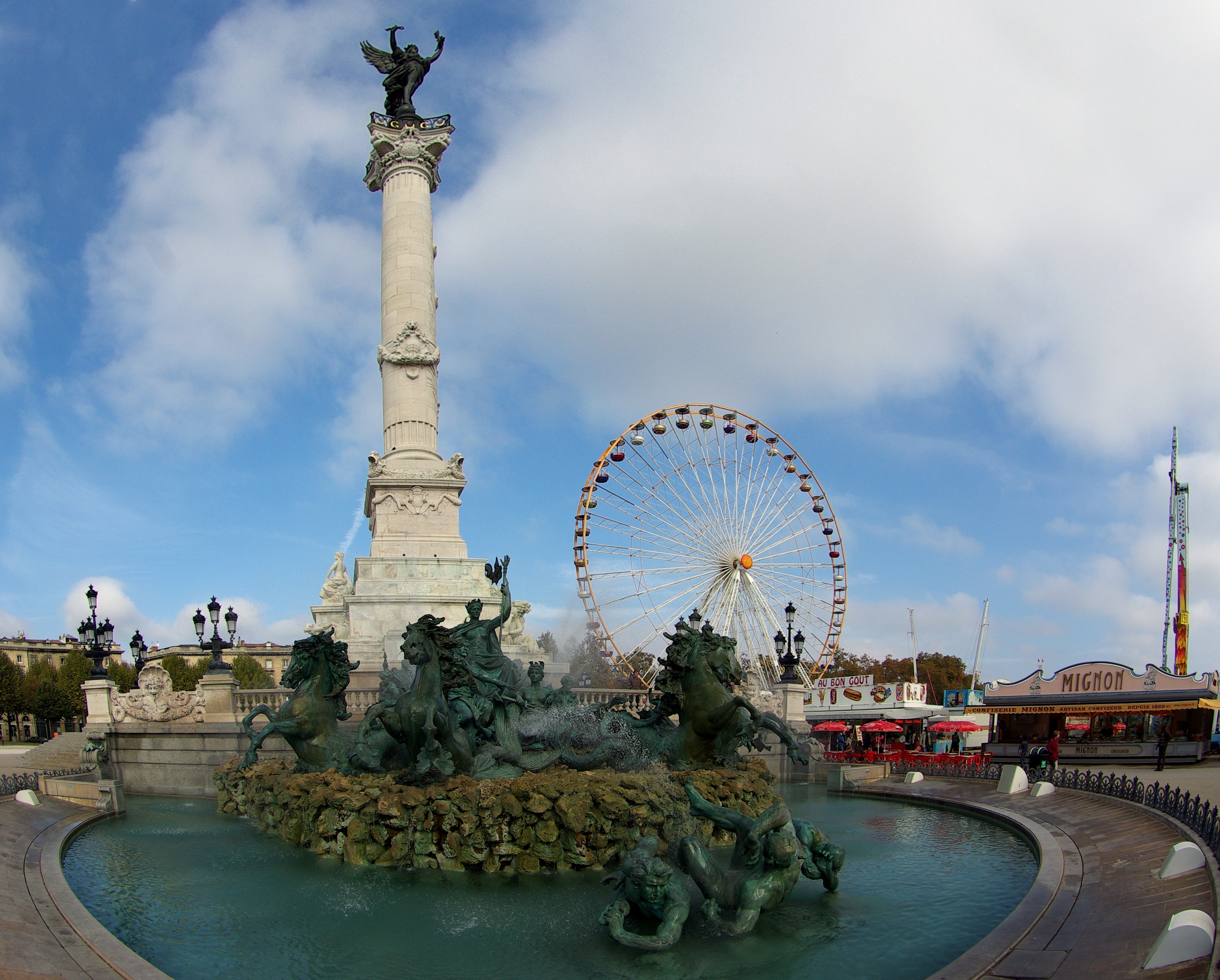
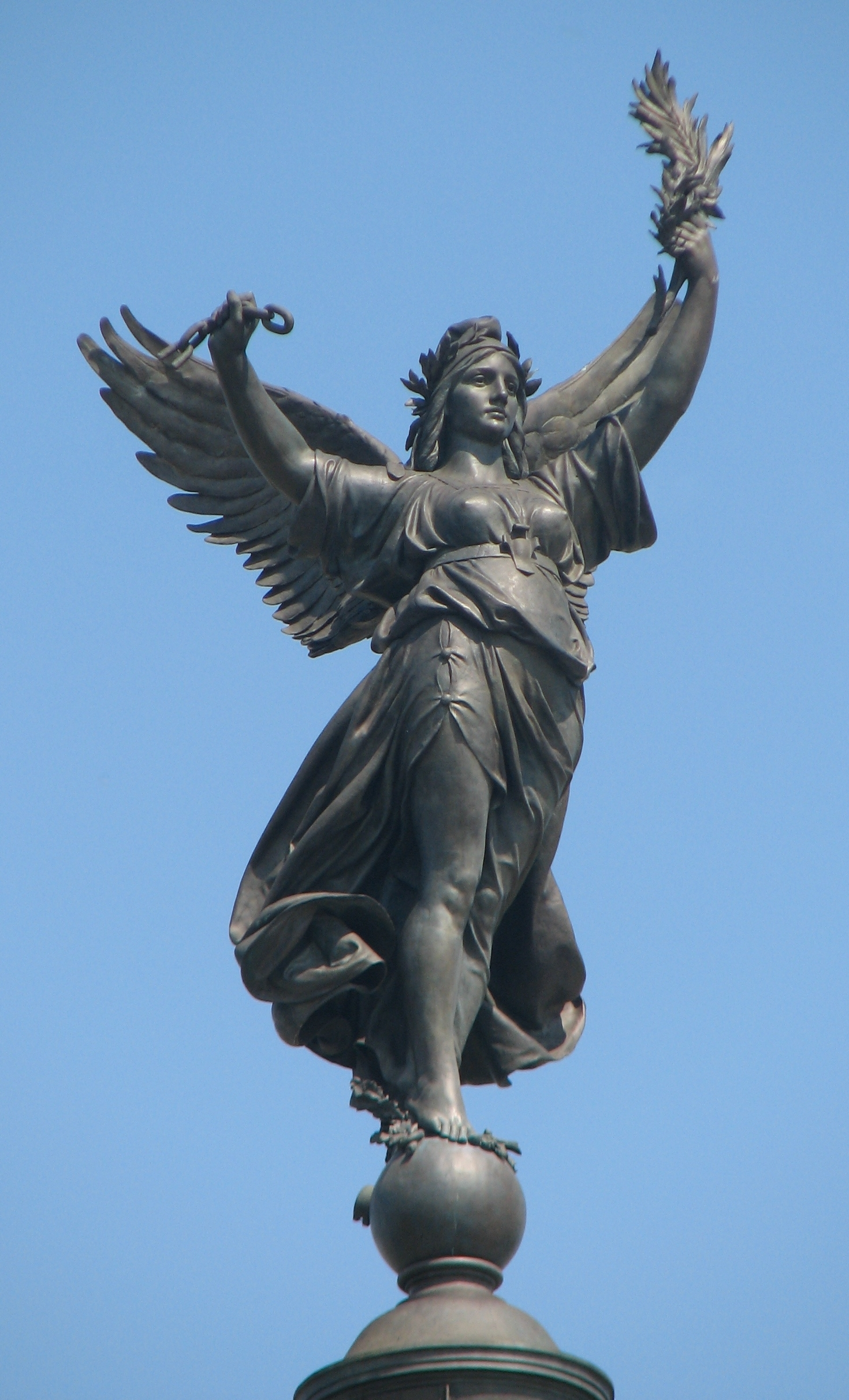
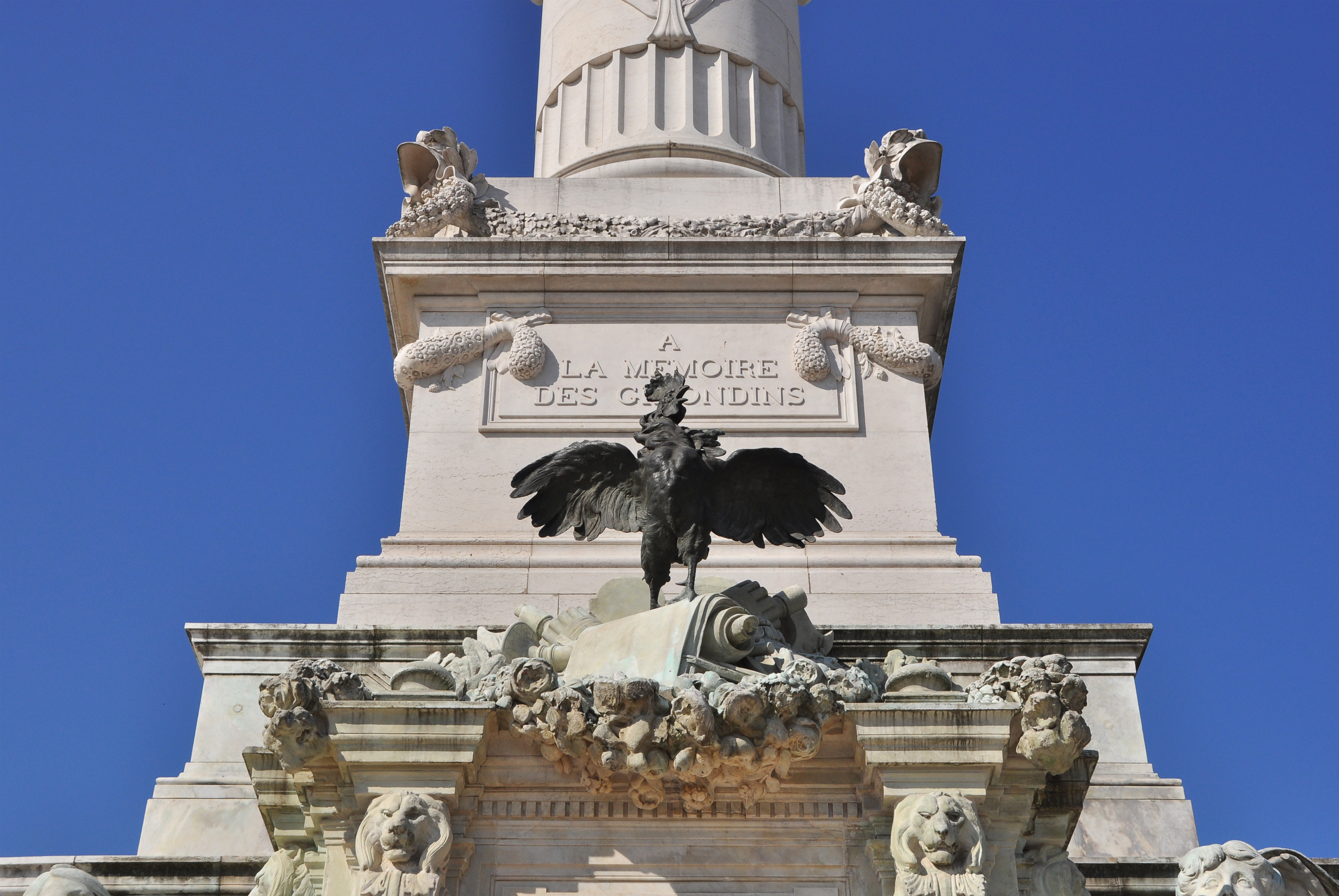
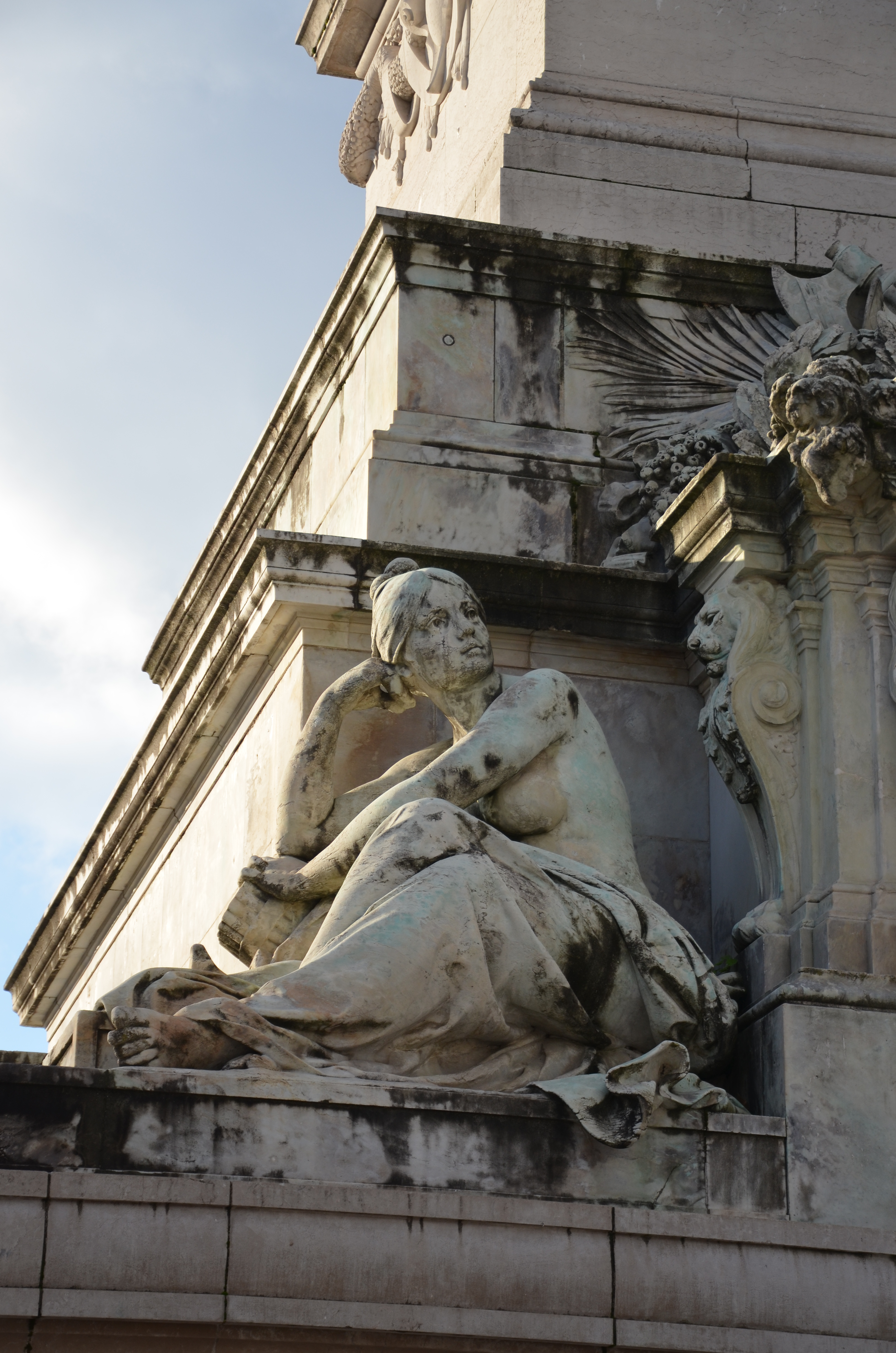
L'Histoire.

Le Triomphe de la République
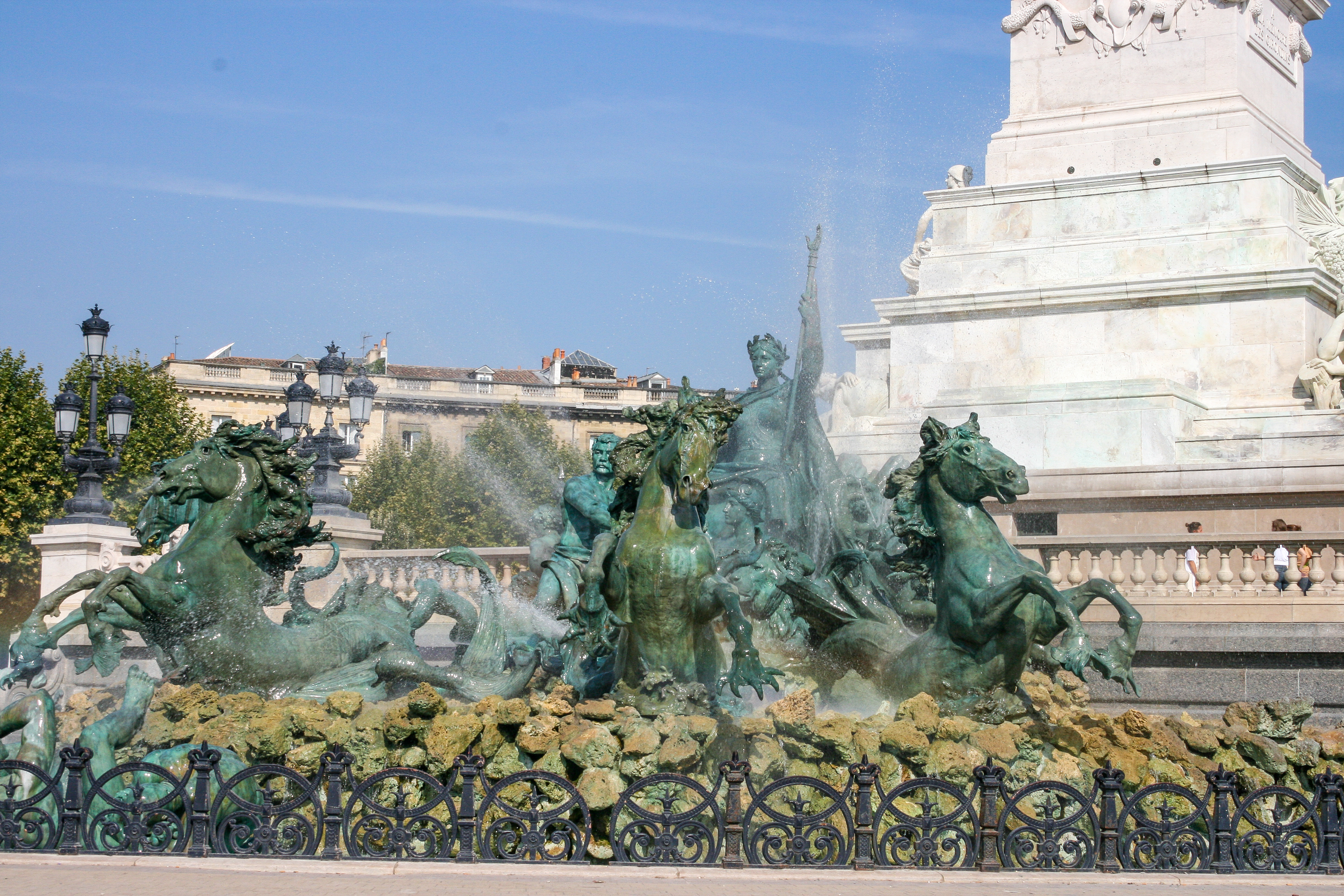
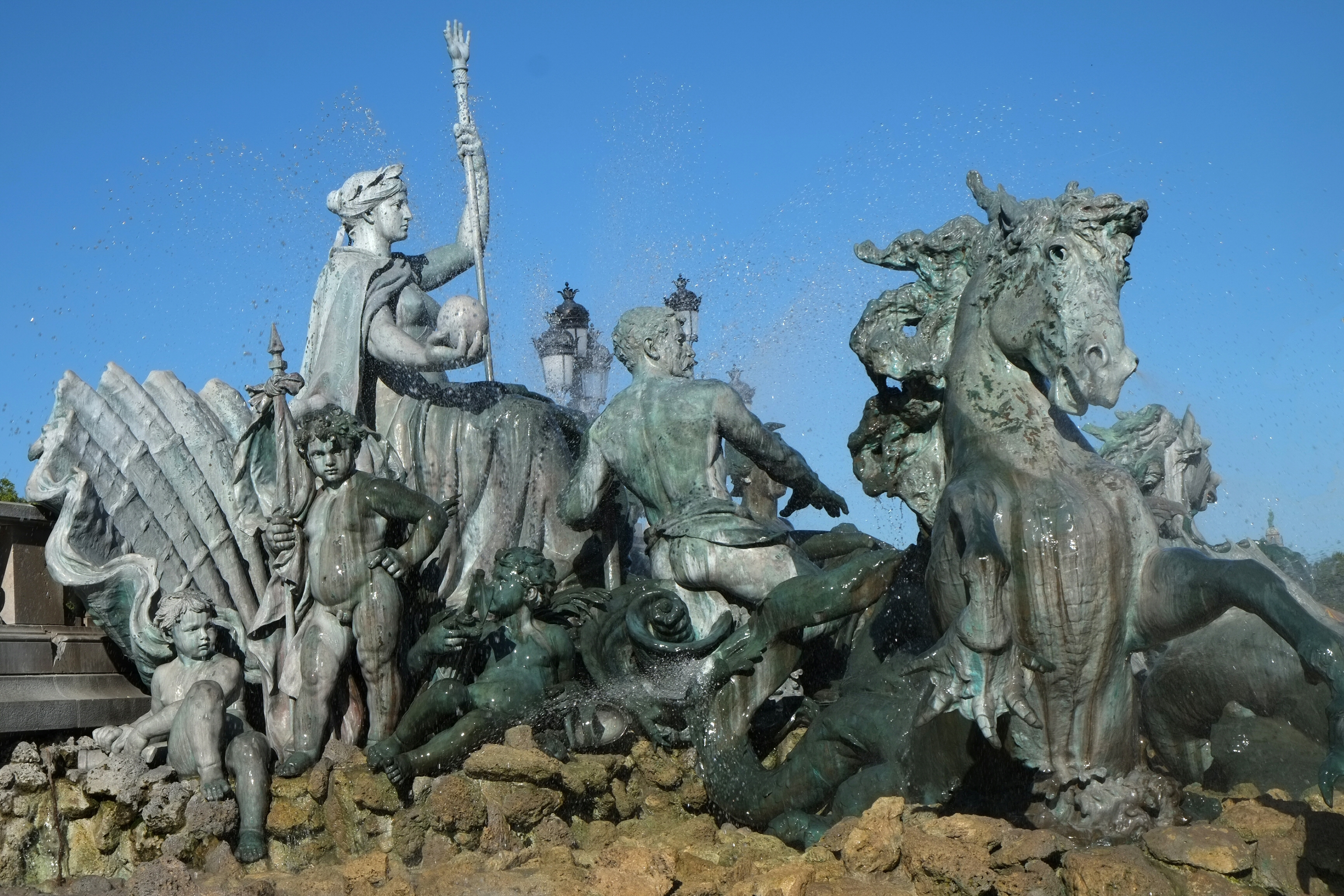
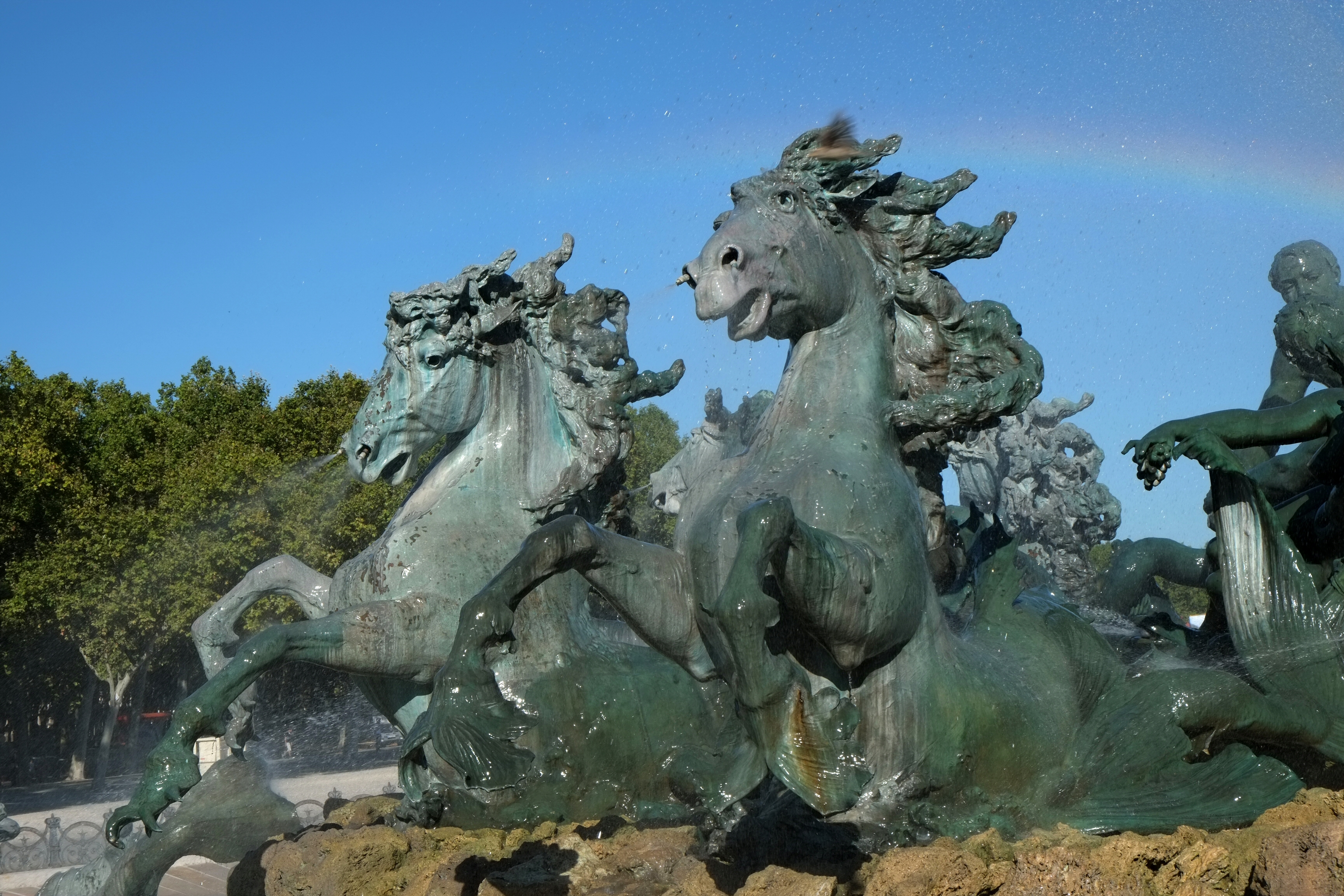
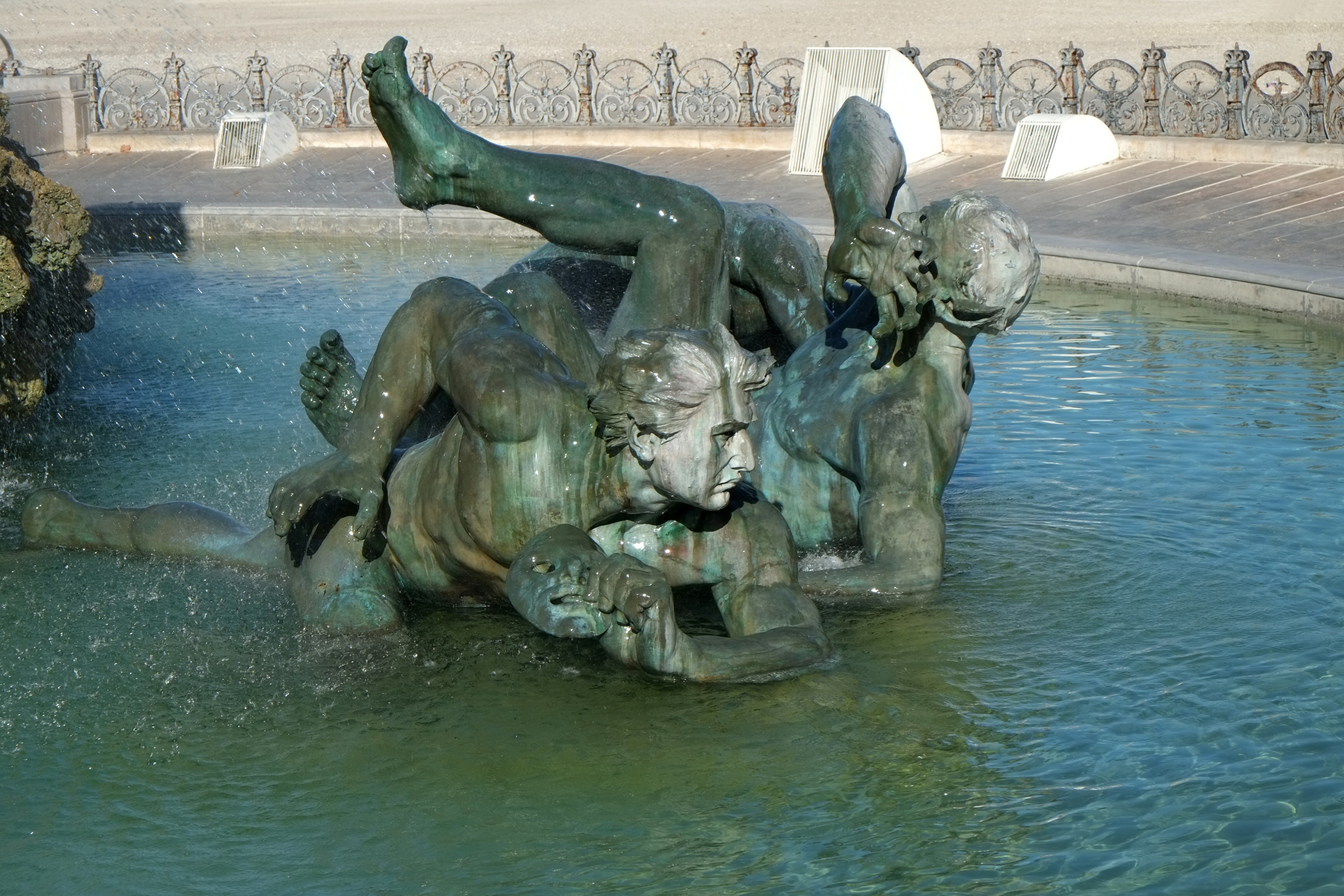
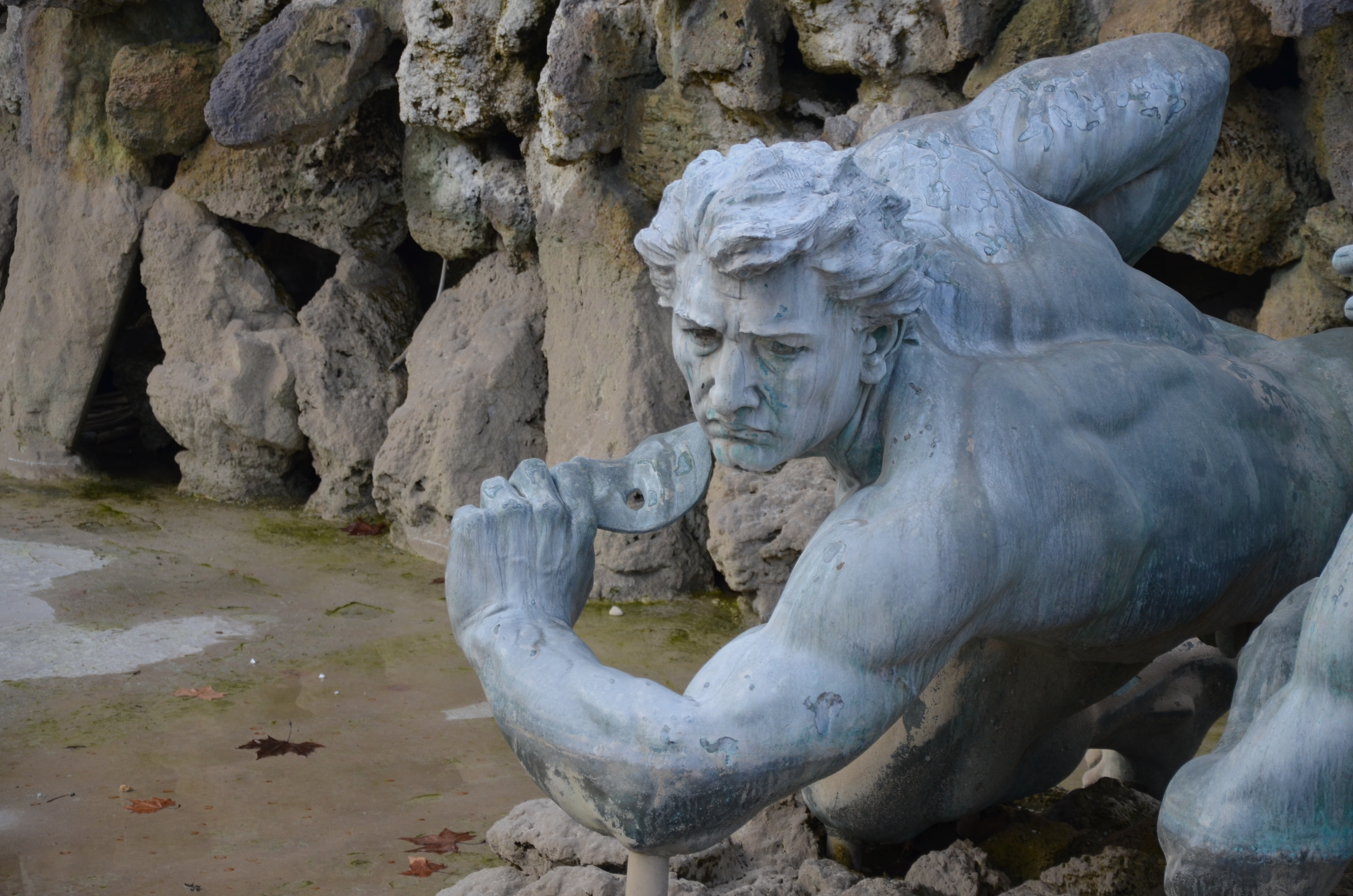
Le Mensonge.
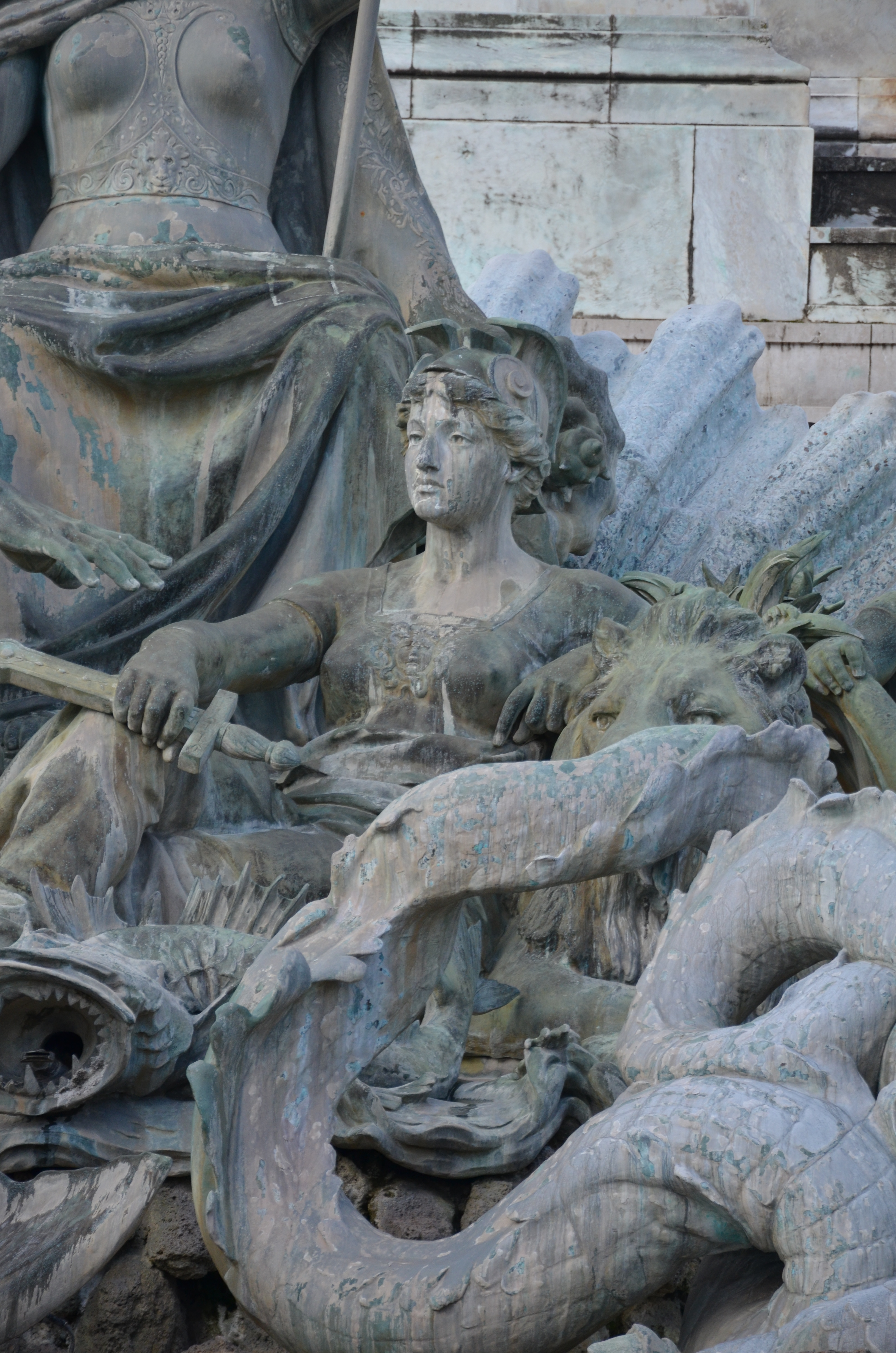
La Sécurité.
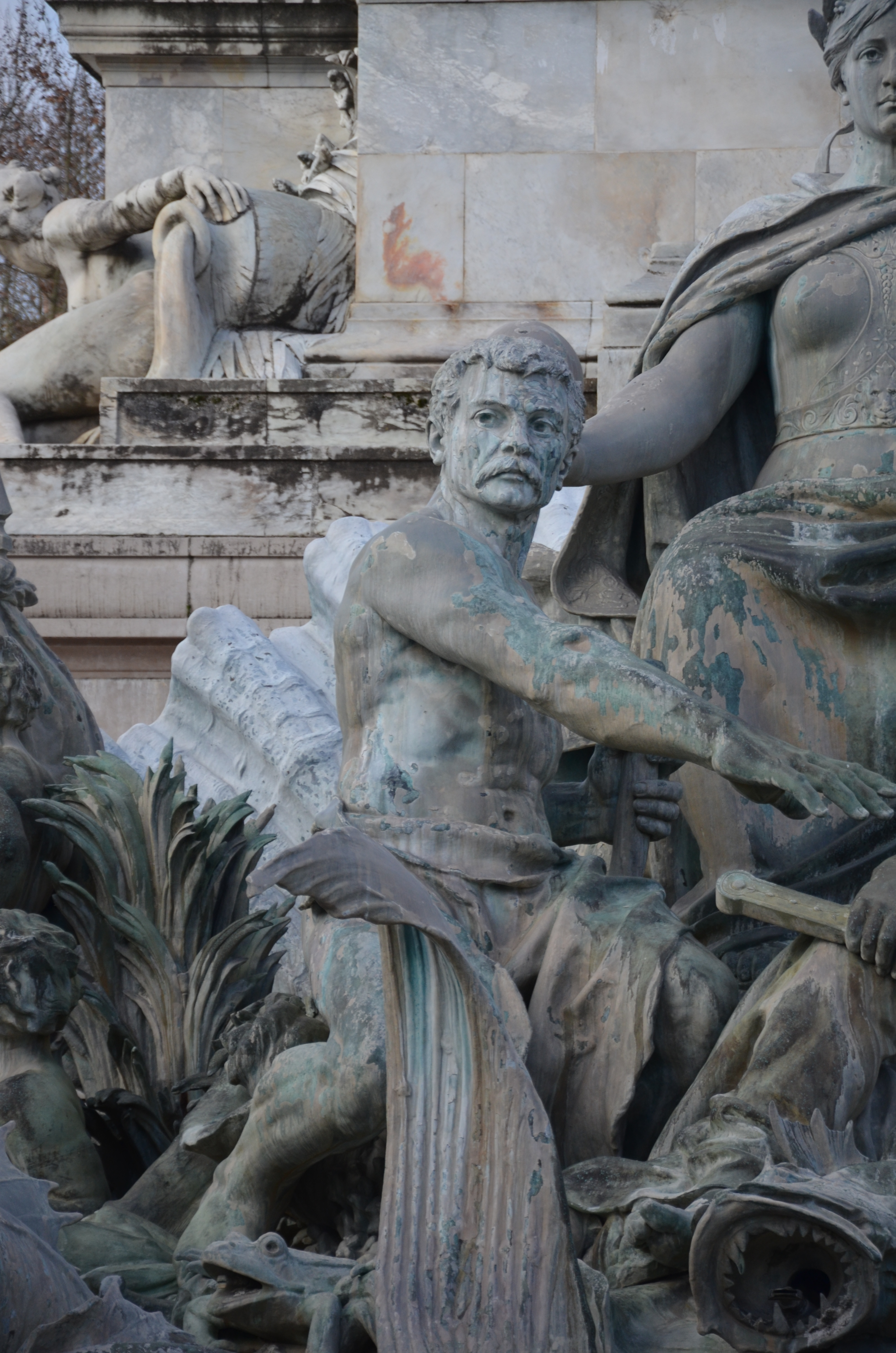
Le Travail.
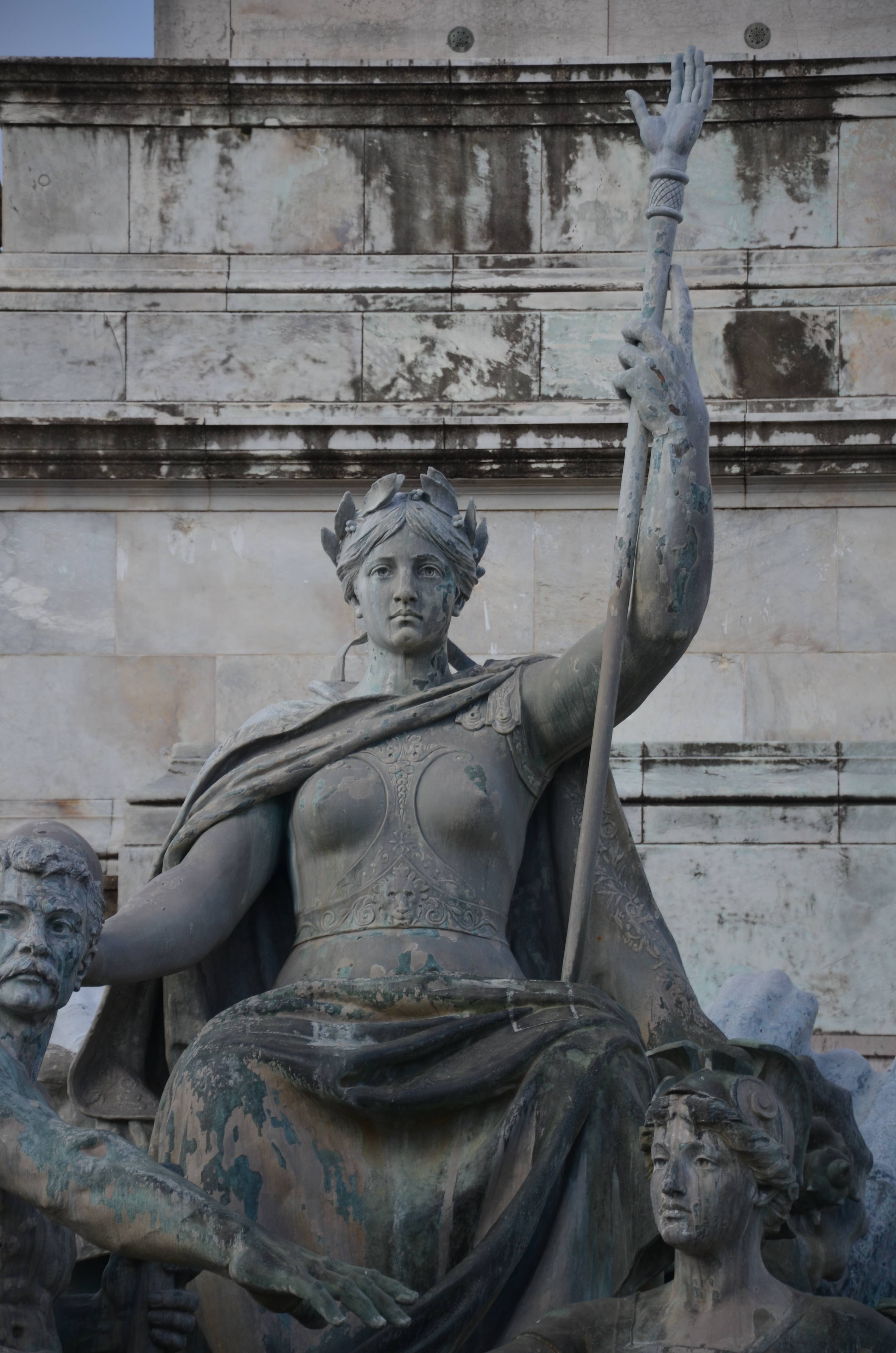
La République.
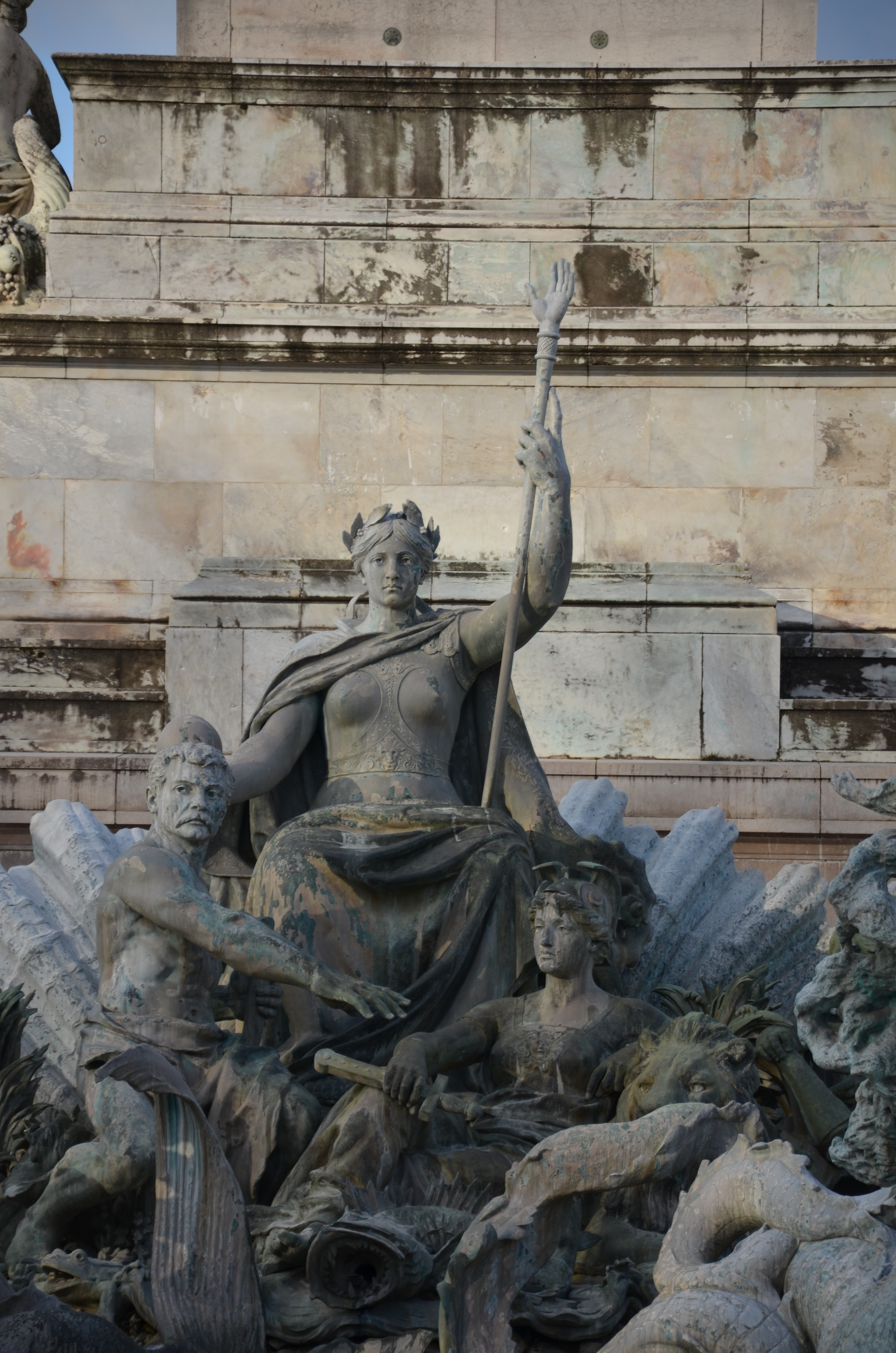

Le Triomphe de la Concorde
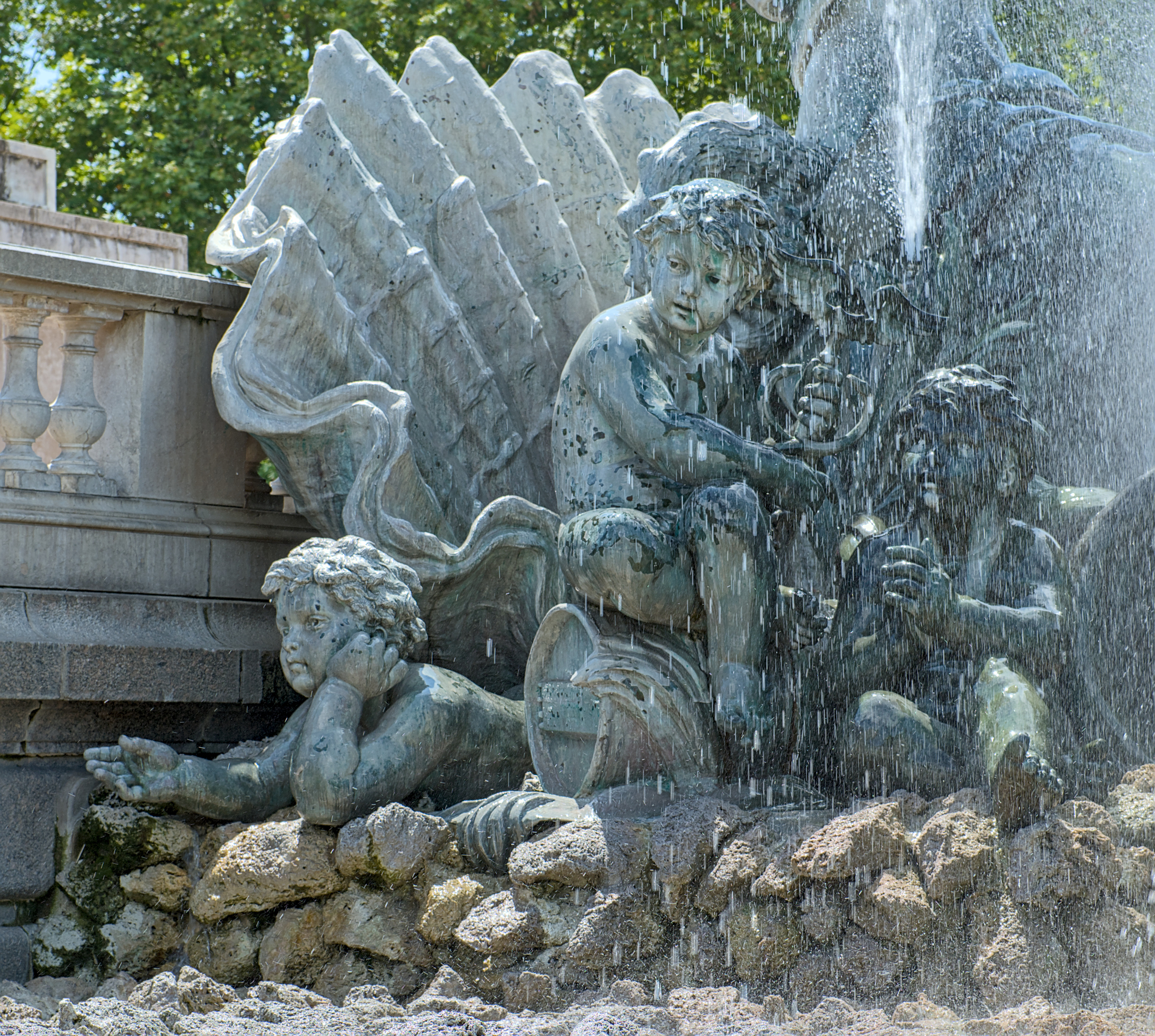
Le Commerce et l'Industrie
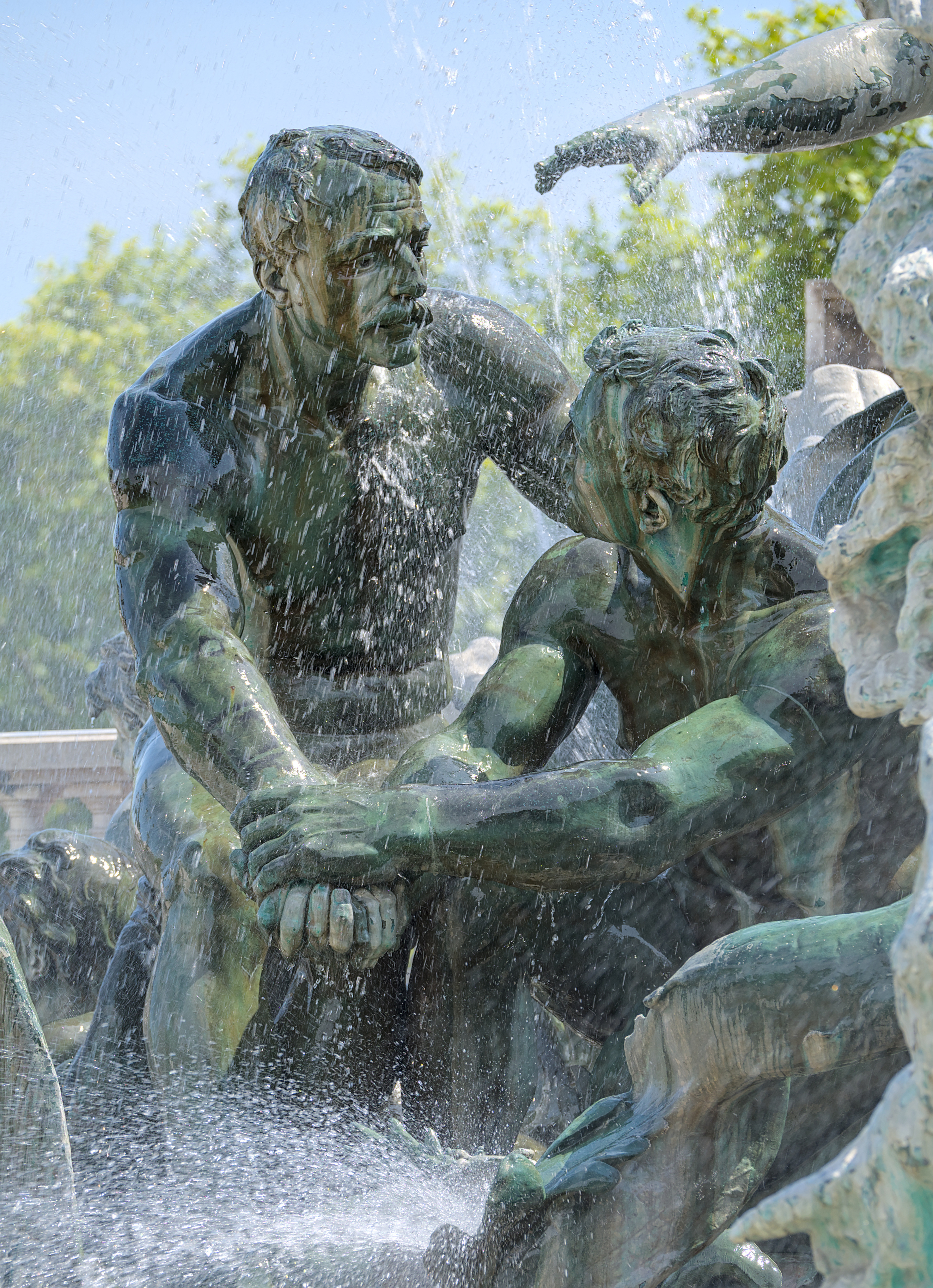
L'ouvrier et le citadin
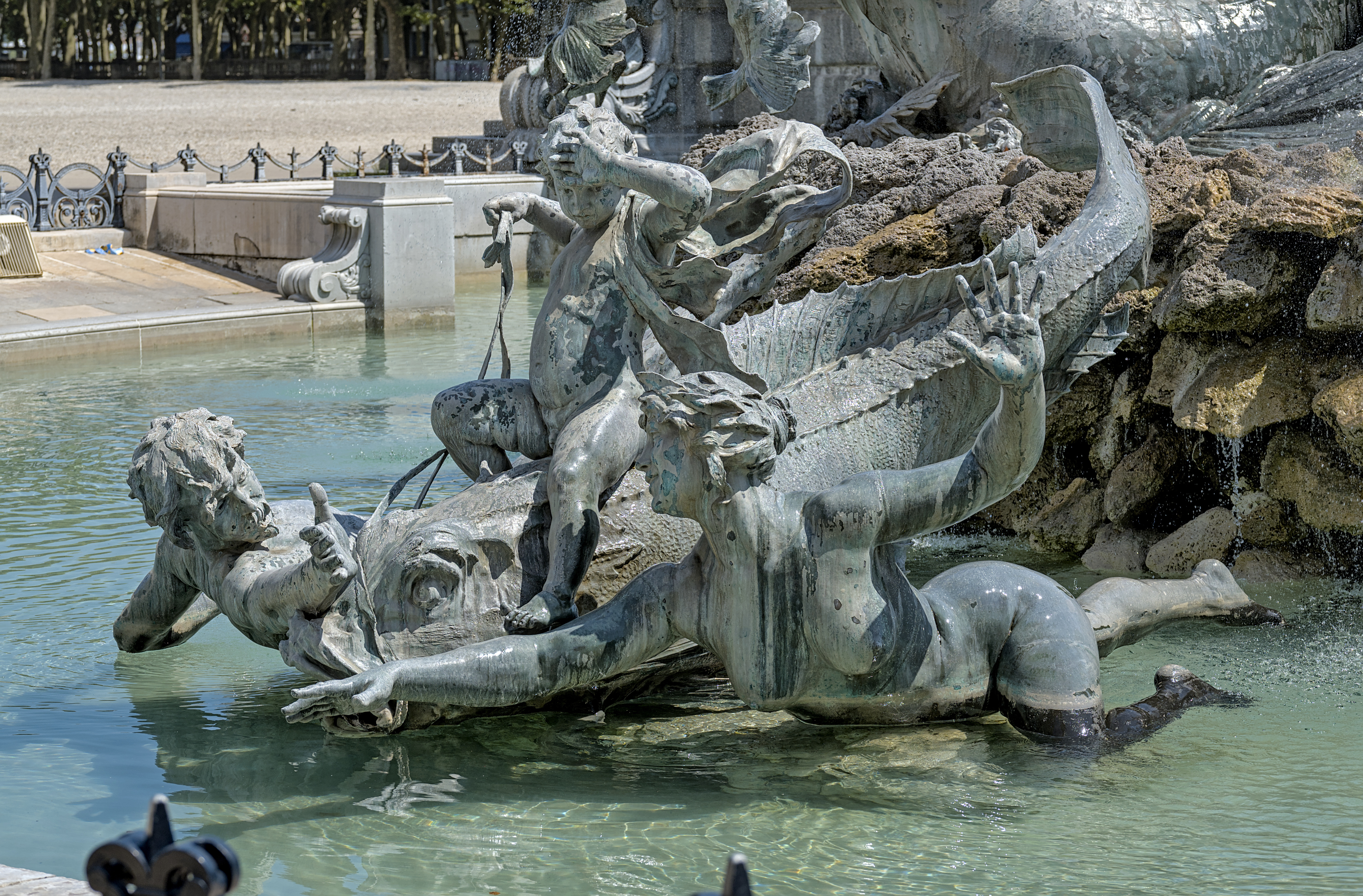
La famille
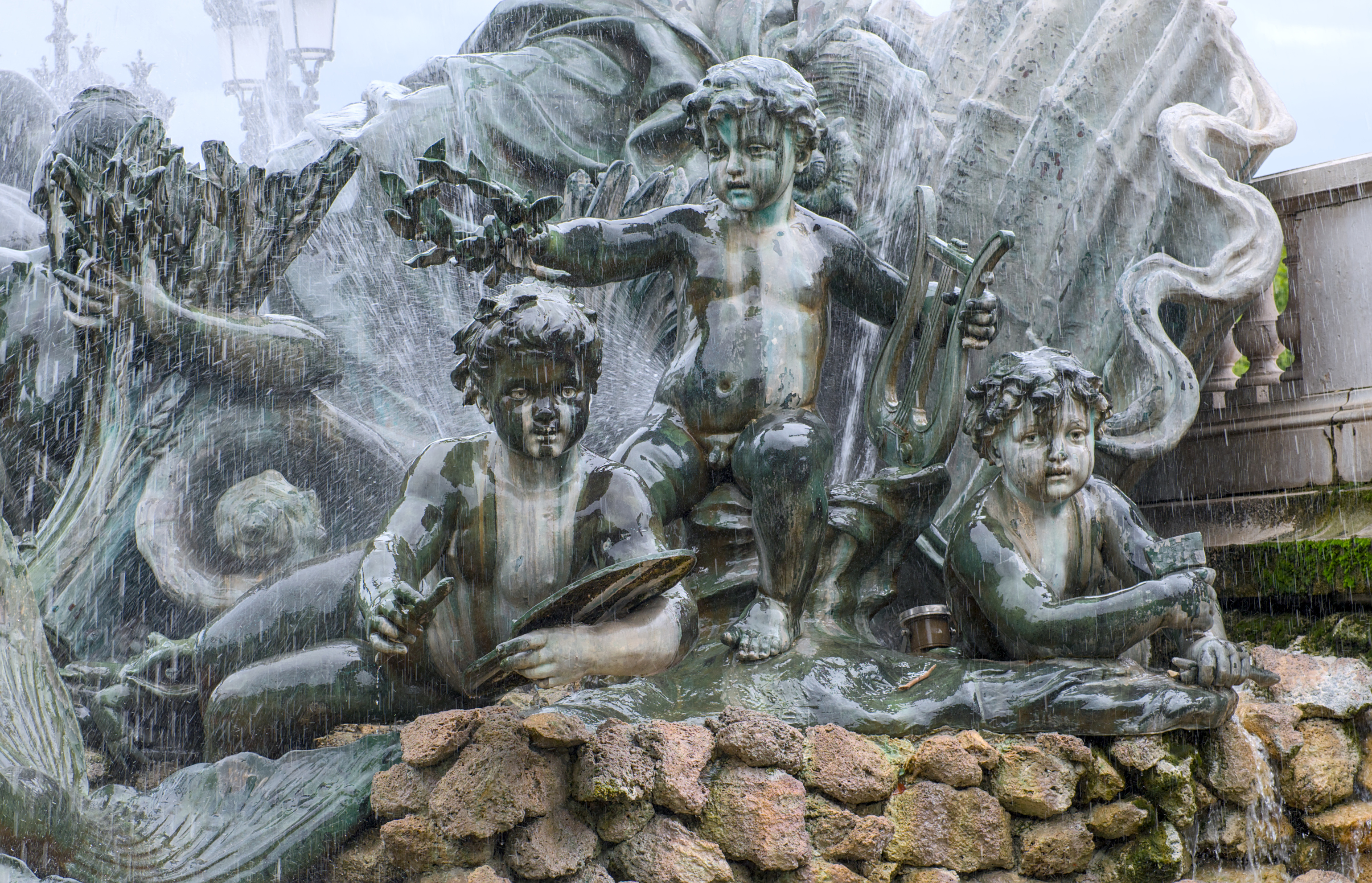
Les Arts et les Sciences